# Standing finansowy
Standing finansowy – opinia (ocena) o sytuacji ekonomiczno-finansowej osoby prawnej, jednostki organizacyjnej nieposiadającej osobowości prawnej (najczęściej przedsiębiorstwa) lub osoby fizycznej determinowana między innymi przez płynność finansową, efektywność działania, poziom zadłużenia, zyskowność i rentowność. Standing finansowy czasem mylony jest z kondycją finansową przedsiębiorstwa, choć nie są to pojęcia tożsame (kondycja finansowa jest pojęciem znacznie szerszym).
Ocena standingu finansowego przedsiębiorstwa dokonywana jest głównie przez:
1. instytucje finansowe, np. banki, przed udzieleniem finansowania (np. kredytu) danemu przedsiębiorstwu,
2. inwestorów na rynku kapitałowym przed podjęciem decyzji inwestycyjnej zarówno dotyczącej zakupu wyemitowanego przez oceniane przedsiębiorstwo papieru dłużnego, jak i akcji,
3. partnerów biznesowych (dostawców, kooperantów) przed podjęciem decyzji o nawiązaniu współpracy gospodarczej, jak i w trakcie jej trwania.

Do oceny standingu finansowego wykorzystywana jest analiza ekonomiczna, a zwłaszcza analiza finansowa.